# دستگاه ضبط تصویر دیجیتال

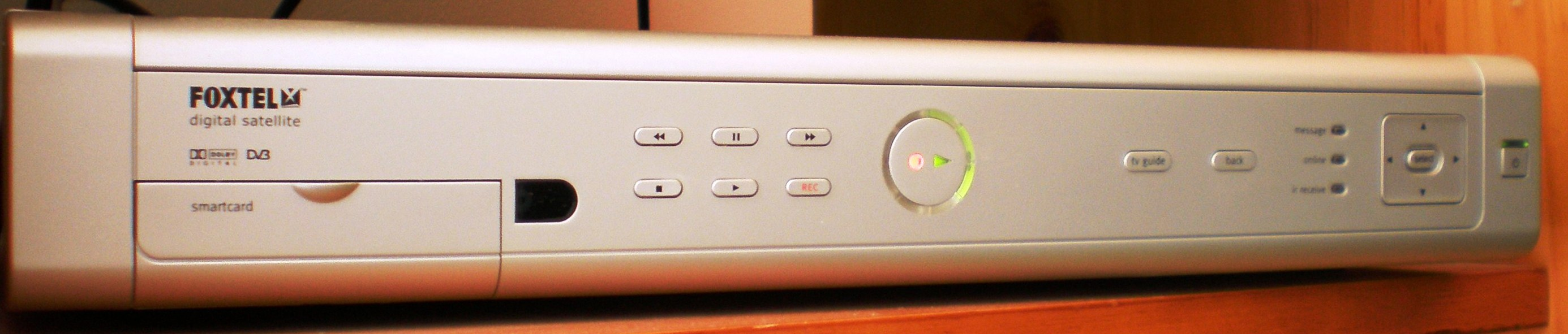
Foxtel iQ، ترکیبی از دستگاه ضبط ویدئوی دیجیتال و گیرندهٔ ماهواره.

دستگاه ضبط تصویر دیجیتال (به انگلیسی: DVR: Digital Video Recorder)، که گاهی به صورت تجاری دستگاه ضبط تصویر شخصی (به انگلیسی: PVR: Personal Video Recorder) نامیده می‌شود، یک دستگاه الکترونیکی مصرفی یا یک برنامه کاربردی است که تصویر را به صورت یک فرمت دیجیتال در دیسک سخت، حافظهٔ فلش، کارت حافظهٔ اِس‌دی، یا در دستگاه‌های ذخیرهٔ محلی یا وابسته به شبکه ذخیره می‌کند.

## دستگاه ذخیره‌ساز تصاویر دوربین مداربسته
دستگاه ضبط دیجیتال همچنین در سیستم‌های مداربسته نیز کاربردهای گسترده‌ای دارد.

### ذخیره‌سازی و بایگانی تصاویر
تصاویر ارسالی از دوربین مداربسته، بسته به کیفیت دوربین دارای حجم متفاوتی از لحاظ بسته‌های اطلاعاتی است. دستگاه‌های DVR وظیفه دارند که اطلاعات ارسالی از دوربین را فشرده کرده و با فرمت‌های استاندارد در حافظهٔ جانبی دستگاه بایگانی نمایند.
سازندگان دستگاه‌های ذخیره‌ساز امکان پشتیبانی از حافظه‌های سخت‌افزاری مختلف با ظرفیت‌های متفاوت را برای سیستم‌ها پیش‌بینی کرده‌اند. برای مثال دستگاه ۵۲۱۶ داهوا طبق مشخصات سازنده از حداکثر دو عدد هارد اینترنال ۶ ترابایتی و مجموعاً ۱۲ ترابایت پشتیبانی می‌کند.
یکی از مهم‌ترین توانایی‌های دستگاه‌های ذخیره‌ساز دوربین مداربسته جهت ذخیره‌سازی و بایگانی تصاویر، فشرده‌سازی تصاویر دوربین مداربسته است. فشرده‌سازی بیشتر و بهتر باعث صرفه‌جویی بسیاری در فضای ذخیره‌سازی (تعداد هارد کمتر و مدت ضبط بیشتر) دارد. هم‌اکنون دستگاه‌های ذخیره‌ساز با فرمت‌های استاندارد H.264 , H.264 Plus و H.265 تصاویر دریافتی از دوربین‌های مداربسته را فشرده‌سازی می‌کنند.

### برنامه‌ریزی ذخیرهٔ تصاویر
دستگاه‌های ذخیره‌ساز، نوع و زمان ضبط را به صورت برنامهٔ زمان‌بندی و توابع ضبط دریافت می‌کنند. به عنوان مثال کاربر یک سیستم دوربین مداربسته برنامه‌ای ایجاد می‌کند که دوربین‌های مداربسته از ساعت ۸ صبح تا ۸ شب به صورت کامل و بدون وقفه عمل ضبط انجام داده و در ساعت‌های دیگر تصاویر را ذخیره نکند.
دستگاه‌های ذخیره‌سازی علاوه بر زمان‌بندی می‌توانند با تحریک از طریق یک عامل خارجی مانند چشم PIR یا شاسی یا آلارم وسیلهٔ مکمل ضبط را آغاز کنند. همچنین می‌توان دستگاه را طوری برنامه‌ریزی کرد که به صورت کلی یا در زمان خاصی به وسیلهٔ تشخیص حرکت در تصویر (Motion Detection) یا عبور افراد از خط فرضی ضبط انجام شود.

### اشتراک‌گذاری و انتقال تصویر
دستگاه‌های ضبط دوربین مداربسته می‌توانند تصاویر زنده، تصاویر ضبط‌شده و تنظیمات خود را به وسیلهٔ شبکه یا استفاده از بستر اینترنت به دستگاه‌های دیگر منتقل کنند. این عمل، انتقال تصویر نامیده می‌شود. انتقال تصویر بر روی گوشی‌های تلفن همراه به وسیلهٔ برنامک‌های مخصوص همان دستگاه و بر روی رایانه‌ها به وسیلهٔ مرورگر و نرم‌افزار انجام می‌شود.

### مدیریت کاربران
می‌توان به اطلاعات یک دستگاه ضبط به وسیلهٔ نام کاربری و رمز عبور دسترسی داشت. همچنین مدیر سیستم می‌تواند برای کاربران سیستم، دسترسی‌های مختلفی ایجاد کند.

## نقاط قوت
استفاده از دستگاه‌های DVR دارای مزایای زیادی نسبت به VCR و سیستم‌های قدیمی است:
- کیفیت ضبط تصاویر در دستگاه DVR به مراتب بالاتر است و این کیفیت در طول زمان کاهش نمی‌یابد.
- ضبط دیجیتال تصاویر همچنین امکان انتقال تصاویر بر روی رایانه‌های شخصی، CD یا DVD را به سادگی میسر می‌کند.
- پس از گرفتن کپی کیفیت تصاویر، کاهش نمی‌یابد.
- اتصال آسان این دستگاه به شبکه یا اینترنت امکان مشاهدهٔ تصاویر از راه دور را فراهم می‌کند.
- جست‌وجوی دیجیتال امکان دسترسی به قسمت‌های مختلف تصاویر را به سادگی ایجاد می‌کند.
- این دستگاه همچنین امکان ضبط و پخش تصاویر به صورت هم‌زمان را ایجاد می‌کند.[۲]
- مشاهدهٔ تصاویر چندین دوربین مداربسته به‌صورت یکپارچه در یک صفحهٔ نمایشگر یا تلفن همراه
- DVR این امکان را می‌دهد که تصاویر را به نحو دلخواه تنظیم نمود. این تنظیمات شامل تنظیمات نور و رنگ، تنظیمات نوع و زمان‌بندی ضبط و… خواهد بود.
- از طریق پورت RS485 موجود بر روی دستگاه DVR می‌توان دوربین‌های گردان یا دوربین‌های زوم را کنترل نمود.[۳]

## متغیرها در انتخاب دستگاه DVR
- تعداد دوربین‌های قابل پشتیبانی
- نرخ فریم بر ثانیه (fps)
- نوع فناوری فشرده‌سازی تصویر
- نوع نمایش تصاویر
- ظرفیت حافظه‌های مورد پشتیبانی
- قابلیت کنترل از راه دور
- قابلیت تشخیص حرکت (Motion detection)
- توانایی زمان‌بندی (Scheduling)
- مدت زمان ضبط
- توانایی ضبط تصاویر روی CD یا DVD توسط CD/DVD Burner به عنوان نسخه‌های پشتیبان
- قابلیت اتصال حافظه‌های Flash [نیازمند منبع]